# Acid rodizonic
Acidul rodizonic este un compus organic cu formula chimică C6H2O6 sau (CO)4(COH)2. Compusul este, din punct de vedere structural, un dienol și o tetracetonă a ciclohexenei, mai exact este 5,6-dihidroxiciclohex-5-en-1,2,3,4-tetrona. 